# Якоруда
 Тази статия е за града в България.  За ледника в Антарктика вижте Якоруда (ледник).  
Якору̀да е град в Югозападна България, административен център на община Якоруда. Намира се в област Благоевград, близо до градовете Банско, Разлог и Белица.  По данни на ГРАО към 15 септември 2023 г. в града живеят 5126 души по настоящ адрес и 5602 души по постоянен адрес.

## География
Якоруда е разположена източно от град Разлог, по горното течение на река Места на гористия родопски рид Бунтишка. На юг и изток е заграден от Родопите, а на север и запад – от Рила.

## История
Развалините на тракийското светилище при връх Бабечка чука са свидетелство за съществуването на селище в местността около Якоруда още при траките. Якорудското землище се оказва една от точките, през които преминава римски път, съединяващ Филипополис и долината на Марица с един от главните пътища на Римската империя – Виа Егнация. За това свидетелстват останките на двете крепости: Калята, която се намира под града, и Градището край Черна Места.
Край града са разкрити останки на църква с некропол от края на V век, разрушена в края на VI или началото на VII век и отново възстановена през XIII – XIV век.

### В Османската империя
През османското владичество Якоруда е част от вакъфа на великия везир Кара Мустафа и от 1508 г. е освободена от някои данъци според привилегиите, давани на вакъфските селища. Към средата на XVII век Якоруда е най-голямото селище в Разложко.
Якоруда започва да се съживява от османските погроми през първите десетилетия на XIX век. Настъпилият подем в живота на българския народ през Възраждането намира израз и в развитието на селището. Освен скотовъдството, в продължение на много десетилетия катранджийството осигурява поминък на голяма част от населението. Съприкосновението с външния свят, с хората от всички краища на страната е фактор, който допринася за подема на възрожденския процес в Якоруда. В 1835 година е построена църквата „Свети Никола“, която обаче е разрушена при наводнение в 1927 година.
В навечерието на Априлското въстание от 1876 г. в селището е образуван местен революционен комитет. Макар градът да попада в пределите на Санстефанска България, по силата на Берлинския конгрес Якоруда е върнат на Османската империя, което е причина якорудчани да вземат участие в Илинденското и Кресненско-Разложкото въстание.
През втората половина на XIX век Якоруда е чисто българско селище, в каза Неврокоп на Османската империя, което е смесено конфесионално. Според „Етнография на вилаетите Адрианопол, Монастир и Салоника“, издадена в Константинопол в 1878 година и отразяваща статистиката на населението от 1873 година, в Якуруда (Yakourouda) има 741 домакинства с 2020 жители българи, от които християните са 1500, а помаците – 520.
В 1891 година Георги Стрезов пише за селото:
| „ | Якоруда, село равно по големината с Белица; намира се по същата посока от Мехомия, 6 часа път. Разположено на левия бряг от едноименната река. От източната му страна се издига една вейка от Доспат, покрита с гъста гора, бор и бук. Земеделието върви слабо, понеже почвата не възнаграждава работника; жителите се предават на скотовъдство и кираджилък. През Якоруда – Аврамово минува пътят за Пазарджик. Църквата „Свети Никола“ е едновремешна, тясна и тъмна. До нея е училището със 120 ученика, мъжки и женски и 2 учителя. И тук е останала кула от времето на яничарете. В петък става пазар главно на бабечанете. Къщи 500, наполовина български и помашки. | “ |

Според българския географ Васил Кънчов („Македония. Етнография и статистика“) в началото на XX век Якоруда има 4490 жители със следния етнически състав: 2500 българи християни, 1900 българи мюсюлмани и 90 цигани.
В началото на ХХ век мнозинството от християнските жители на Якоруда е под върховенството на Българската екзархия. Според статистиката на секретаря на екзархията Димитър Мишев („La Macédoine et sa Population Chrétienne“) през 1905 г. християнското население на Якоруда се състои от 2920 българи екзархисти, 104 българи протестанти и 78 цигани. В селището функционира българско основно училище.
В 1909 година е създадено читалище „Светлина“.

### В България
Якоруда е освободен на 7 октомври 1912 г. по време на Първата балканска война от 27 Чепински полк на Втора пехотна тракийска дивизия.
На 9 октомври 1913 година е открита Якорудската смесена прогимназия.
През 1925 година в Якоруда е основана трудова горска производителна кооперация „Мусала“. Към 1935 г. тя има 177 членове. В 1927 година Якорудската популярна банка започва да издава „Якорудски кооперативен вестник“.
Със закон от 9 септември 1964 година Якоруда е обявена за град.

## Население

### Етнически състав
Преброяване на населението през 2011 г.
Численост и дял на етническите групи според преброяването на населението през 2011 г.:
|                     | Численост |
| Общо                | 5792      |
| Българи             | 2531      |
| Турци               | 1714      |
| Цигани              | 421       |
| Други               | 35        |
| Не се самоопределят | 98        |
| Неотговорили        | 993       |

## Забележителности в града и околностите
- Калята – късноантична и средновековна крепост, на около 3 km югозападно от Якоруда.
- Градището (Градищка Каля) – останки от късноантична крепост в долината на река Черна Места, на 8,5 km североизточно от Якоруда и на 2 km северно от село Черна Места.
- Паметник на загиналите за Родината, намиращ се на централния градски площад
- Църквата „Св. св. Кирил и Методий“, построена в 1912 година, една от големите и красиви църкви в Югозападна България
- Църквата „Св. Георги“, осветена в 1998 година, построена в местността Джерджевденска църква, до мястото на раннохристиянска базилика и некропол.
- Джамия, построена през 50-те години на  XX век, частично преустройвана и укрепвана. Поради конструктивни проблеми и близко свлачище се предприема построяване на нова джамия.[16][17]

## Личности
От Якоруда са много български революционери като Тодор Македонски, Иван Ботушанов и много други. В Якоруда е роден Богдан войвода, организатор на съпротивата срещу потурчването в Разложко. От Якоруда е Никола Вардев, български общественик, книжар, дарител и революционер, видна фигура на българското възраждане в София, Източна Македония и Централна Западна България. Българският министър Емилия Масларова и писателят Никифор Попфилипов са родени в града. Вижте списъка с по-известните якорудчани.

## Други
На Якоруда е наречена улица в квартал „Фондови жилища“ в София (Карта). При проучването и картографирането на остров Гринуич, един от ледниците е наречен Якоруда по името на града.